# Dracula lotax
Dracula lotax es una especie de orquídea epifita. Esta especie se distribuye en Ecuador y Perú.

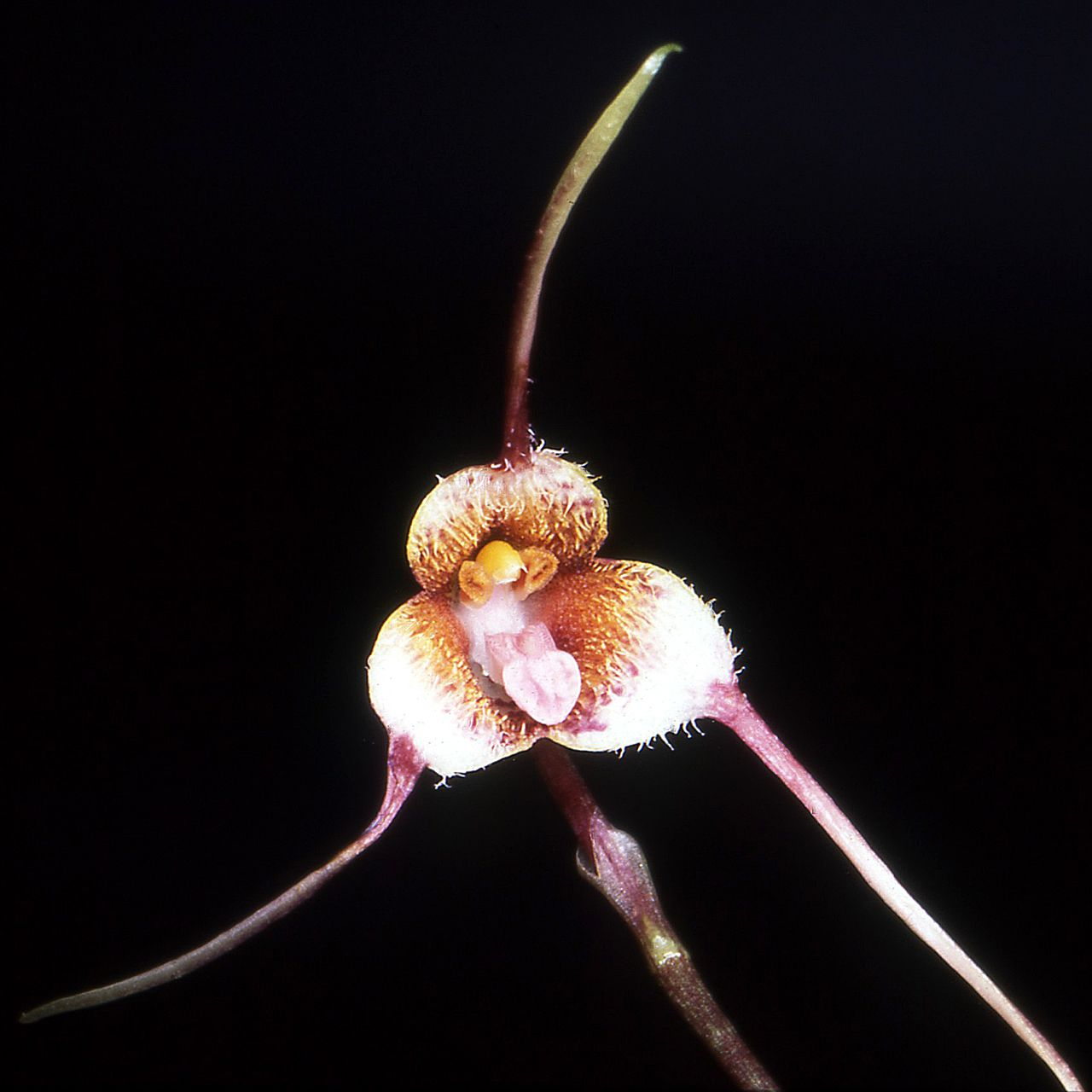
Flor

## Descripción
Es una orquídea de tamaño pequeño, con hábito de epifita y con ramicaules delgados, erguidos, que están envuelto basalmente por 2-3 vainas sueltas, tubulares y que llevan una sola hoja, apical, erecta, delgadamente coriácea, carinada, estrechamente elíptica, aguda, estrechándose poco a poco por debajo en la base conduplicada, indistinta, canalizada y peciolada. Florece en la primavera en una inflorescencia delgada, púrpura, suberecta, horizontal a descendente, de  5 a 8 cm de largo, inflorescencia de flor única derivada de la parte baja en el ramicaule que está escasamente bracteada y con brácteas florales tubulares.

## Distribución y hábitat
Se encuentra en  Ecuador y Perú en los bosques húmedos entre los 800 y 1600 metros de altura.

## Taxonomía
Dracula lotax fue descrita por (Luer) Luer y publicado en Selbyana 2: 195 1978.
Etimología
Dracula: nombre genérico que deriva del latín y significa: "pequeño dragón", haciendo referencia al extraño aspecto que presenta con dos largas espuelas que salen de los sépalos.
lotax; epíteto latíno que significa "en forma de cuenco o tazón ".
Sinonimia
- Masdevallia lotax Luer (basónimo)[5][6]